# خاتم (علوم غریبه)

خاتم سلیمان، یکی از مشهورترین خواتم در دنیاست

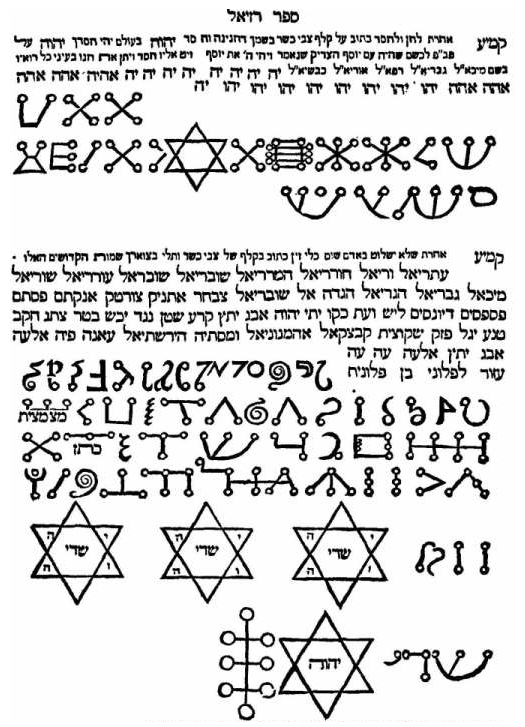
قسمتی از کتاب سفر رازیل هاملخ که دارای سیگیلهای جادویی است.

سیگیل (لاتین: sigillum) سمبلی است که در سحر استفاده می‌شود. سیگیل هر نوع شکل تصویری یک جن یا روح است که به وسیله آن با آن موجود ارتباط برقرار شده یا او احضار می‌شود.

سیگیلها و رابطه آن با مربع جادویی

## تاریخچه
سیگیل از واژه لاتین سیگولوم به معنی مهر است. ممکن است ریشه این لغت از لغت عبری سگولا סגולה به معنی طلسم گرفته شده باشد. معنی فعلی این لغت مرتبط با سحر دوره رنسانس است. به صورت معمول سیگیل شکلهایی هستند که ساحر برای ارتباط با جنها و روحها استفاده می‌کند. بسیاری کتابهای سحر که معمولاً گریموار نامیده می‌شوند دارای چنین شکلهایی هستند. کلید کوچکتر سلیمان دارای سیگیل ۷۲ دیو سلیمان است. این سیگیلها معمولاً به عنوان نام واقعی روح هستند و به ساحر قدرت کنترل روح را می‌دهند. یک روش متداول تهیه سیگیل با استفاده از مربع جادویی است. نام روحها تبدیل به عدد شده و این اعداد بر روی مربع جادویی قرار می‌گیرند. با وصل کردن این اعداد به هم سیگیل تشکیل می‌شود. این روش شباهت زیادی به بازی سودوکو دارد.